# غول بیابانی
غول بیابانی فیلمی به کارگردانی و نویسندگی عزیزالله رفیعی محصول سال ۱۳۴۸ است.

## خلاصه داستان
چند زن و مرد که به قصد پیکنیک به صحرا رفته‌اند، با دو «غول» روبرو می‌گردند...

## بازیگران
- ایلوش
- خلیل عقاب
- محمد متوسلانی
- گرشا رئوفی
- منصور سپهرنیا
- ثریا بهشتی
- رفیع
- ملکی
- فریده اشراق
- محسن آراسته